# Calligonum eriopodum
Calligonum eriopodum är en slideväxtart. Calligonum eriopodum ingår i släktet Calligonum och familjen slideväxter.

## Underarter
Arten delas in i följande underarter:
- C. e. eriopodum
- C. e. turkmenorum